# Johannes Vetter
Johannes Vetter (n. 26 martie 1993, Dresda, Germania) este un aruncător de suliță german. El a câștigat aurul la Campionatul Mondial de Atletism din 2017 și se clasează al doilea în clasamentul tuturor timpurilor cu cea mai bună aruncare personală de 97,76 m.

## Palmares
| An                         | Competiție                      | Locație                    | Loc                        | Note                       |                            |
| Competitor pentru Germania | Competitor pentru Germania      | Competitor pentru Germania | Competitor pentru Germania | Competitor pentru Germania | Competitor pentru Germania |
| -------------------------- | ------------------------------- | -------------------------- | -------------------------- | -------------------------- | -------------------------- |
| 2011                       | Campionatul European de Juniori | Tallinn, Estonia           | 12                         | 65,87 m                    |                            |
| 2015                       | Campionatul European de Tineret | Tallinn, Estonia           | 4                          | 79,78 m                    |                            |
| 2015                       | Campionatul Mondial             | Beijing, China             | 7                          | 83,79 m                    |                            |
| 2016                       | Campionatul European            | Amsterdam, Olanda          | 16 (c)                     | 79,98 m                    |                            |
| 2016                       | Jocurile Olimpice               | Rio de Janeiro, Brazilia   | 4                          | 85,32 m                    |                            |
| 2017                       | Campionatul Mondial             | Londra, Regatul Unit       | 1                          | 89,89 m                    |                            |
| 2018                       | Campionatul European            | Berlin, Germania           | 5                          | 83,27 m                    |                            |
| 2019                       | Campionatul Mondial             | Doha, Qatar                | 3                          | 85,37 m                    |                            |
| 2021                       | Jocurile Olimpice               | Tokio, Japonia             | 9                          | 82,52 m                    |                            |

## Cele mai bune rezultate în an
- 2011 – 71,60 m
- 2012 – 61,39 m
- 2013 – 83,73 m
- 2014 – 79,75 m
- 2015 – 85,40 m
- 2016 – 89,57 m
- 2017 – 94,44 m
- 2018 – 92,70 m
- 2019 – 90,03 m
- 2020 – 97,76 m